# Vulcano (Tenedle)
Vulcano è il quinto album ufficiale di Tenedle, uscito il 22 febbraio 2014 per Udu records-Sussurround.
Ospiti: Bert Lochs (Tromba, Piccolo & Flicorno) Faith Salerno (Voce), Jos Caspers (Basso). Copertina: Rita Pedulla'.

## Tracce
1. In pensiero
2. Pow wow
3. Voi siete qui
4. Canzoni che fanno male
5. Tiramisu'
6. Gliese
7. La stella popolare
8. Amore da un altro mondo
9. Teletransportsister
10. Aurora
11. L'attimo prima del risveglio
12. Che tempo fa